# Roger Ludwig
Roger Ludwig   (16 de gener de 1933 - 11 d'abril de 2009) va ser un ciclista luxemburguès. Com a ciclista amateur aconseguí una medalla de bronze al Campionat del món de 1952 per darrere de l'italià Luciano Ciancola i el belga André Noyelle. Aquell mateix any va participar en els Jocs Olímpics de 1952 i va guanyar la Fletxa del sud.

## Palmarès
- 1951
  - Vencedor d'una etapa a la Fletxa del sud
- 1952
  - 1r a la Fletxa del sud i vencedor d'una etapa